# 八街市
八街市（日语：／ Yachimata shi */?）是千葉縣北部的一市，以農業為主。

## 地理
位於千葉縣中央位置，距離東京都心50公里圈內、成田機場10公里圈內。海拔40～50公尺。

### 氣候
冬季非常寒冷，經常降到低於零下5度。
- 最高溫　36.6℃（2009年8月12日）
- 最低溫 -16.8℃（2013年2月2日）

夏季可至30度〜38度，十分炎熱。

### 鄰接自治體、行政區
- 千葉市（若葉區）
- 佐倉市
- 富里市
- 東金市
- 山武市
- 印旛郡：酒酒井町

### 人口
| 八街市人口分布圖 |                                               |  |
| 八街市與日本全國年齡別人口分布比較圖 （2005年資料） | 八街市的年齡、男女別人口分布圖 （2005年資料） |  |
| ■紫色是八街市 ■綠色是全国 | ■藍色是男性 ■紅色是女性                       |  |
| 八街市人口變化 \| 1970年 \| 25,357人 \| \| \| 1975年 \| 28,511人 \| \| \| 1980年 \| 31,939人 \| \| \| 1985年 \| 37,532人 \| \| \| 1990年 \| 50,036人 \| \| \| 1995年 \| 65,218人 \| \| \| 2000年 \| 72,595人 \| \| \| 2005年 \| 75,735人 \| \| \| 2010年 \| 73,212人 \| \| \| 2015年 \| 70,734人 \| \| \| 2020年 \| 67,455人 \| \| |                                               |  |
| 資料來源：日本總務省統計中心提供之人口普查數據 |                                               |  |
| 1970年 | 25,357人                                      |  |
| 1975年 | 28,511人                                      |  |
| 1980年 | 31,939人                                      |  |
| 1985年 | 37,532人                                      |  |
| 1990年 | 50,036人                                      |  |
| 1995年 | 65,218人                                      |  |
| 2000年 | 72,595人                                      |  |
| 2005年 | 75,735人                                      |  |
| 2010年 | 73,212人                                      |  |
| 2015年 | 70,734人                                      |  |
| 2020年 | 67,455人                                      |  |

## 歷史
- 明治初期，新政府設立開墾局開發德川幕府放牧地小金牧（日语：小金牧）、佐倉牧（日语：佐倉牧）。明治2年5月25日（1869年7月4日），以開墾順序命名為八街（やちまた）。明治5年11月2日 （1872年12月2日），各村成立（九美上則是在1876年（明治9年）10月23日立村）。
  - 初富（日语：初富）（はつとみ）－現屬鎌谷市
  - 二和（日语：二和）（ふたわ）、三咲（日语：三咲）（みさき）－現屬船橋市
  - 豐四季（日语：豊四季）（とよしき） 現屬柏市
  - 五香（日语：五香）（ごこう）、六實（日语：六実）（むつみ）－現屬松戶市
  - 七榮（ななえ）－現屬富里市
  - 八街（やちまた）－現屬八街市
  - 九美上（くみあげ）－現屬香取市
  - 十倉（とくら）－現屬富里市
  - 十余一（日语：十余一）（とよいち）－現屬白井市
  - 十余二（日语：十余二）（とよふた）－現屬柏市
  - 十余三（とよみ）－現屬成田市、香取郡多古町
- 1872年（明治5年）11月2日 - 印旛郡八街村成立。
- 1889年（明治22年）4月1日 - 町村制施行，八街村、文違村、榎戶新田、大關新田、雁丸新田合併成立印旛郡八街村。
- 1919年（大正8年）1月1日 - 八街村施町制，為八街町。
- 1954年（昭和29年）10月31日 - 山武郡日向村（日语：日向村 (千葉県)）（現在山武市）內的大木、木原地區部分區域編入。
- 1954年（昭和29年）11月1日 - 與川上村（日语：川上村 (千葉県)）合併。
- 1956年（昭和31年）4月1日 - 山武郡山武町（日语：山武町）沖渡部分區域併入。
- 1992年（平成4年）4月1日 - 1990年（平成2年）10月國勢調査顯示已達市制規定人口5萬人，施行市制。八街市誕生（千葉縣第30個市）。

## 行政

### 市長
- 北村新司（日语：北村新司）（きたむら しんじ，第二任）

### 警察
- 八街市由佐倉市的佐倉警察署（日语：佐倉警察署）管轄。
  - 八街幹部交番、吉倉交番、榎戶交番、八街站前交番、西林駐在所、山田台駐在所

### 消防
- 佐倉市八街市酒酒井町消防組合（日语：佐倉市八街市酒々井町消防組合）
  - 八街消防署
    - 南部出張所

### 主要設施
市設施
- 八街市立圖書館 Yachimata Public Library
- 八街市中央公民館
- 八街市鄉土資料館
- 八街市運動廣場
- 市營運動場
  - 中央運動場、東部運動場、西部運動場、南部運動場、北部運動場、榎戶足球場
- 八街露營場
- 八街市清潔中心

縣設施
- 千葉縣畜產總合研究中心
- 千葉縣農業總合研究中心育種研究所畑作物育種研究室落花生試驗地

國家設施
- 法務省東京矯正管區（日语：東京矯正管区）八街少年院

## 立法

### 市議會
- 席次：22名
- 任期：2011年（平成23年）9月16日～2015年（平成27年）9月15日[1]
- 議長：湯淺祐徳（ゆあさ ゆうとく，誠和會）
- 副議長：鯨井真佐子（くじらい まさこ，公明黨）

| 黨派       | 席次 |
| ---------- | ---- |
| 誠和會     | 10   |
| 公明黨     | 4    |
| 日本共產黨 | 3    |
| 八街21     | 2    |
| 改革俱樂部 | 2    |

### 縣議會
- 選舉區：八街市選舉區
- 席次：1名
- 任期：2015年（平成27年）4月30日～2019年（平成31年）4月29日[1]

| 姓名                          | 黨派                       | 當選次數 |
| ----------------------------- | -------------------------- | -------- |
| 山本義一（やまもと よしかず） | 自由民主黨千葉縣議會議員會 | 2        |

### 眾議院
- 選舉區：千葉縣第9區（千葉市若葉區、佐倉市、四街道市、八街市）
- 任期：2014年（平成26年）12月14日～2018年（平成30年）12月13日 （參照「第47屆日本眾議院議員總選舉」）

| 姓名       | 黨派       | 當選次數 | 備註     |
| ---------- | ---------- | -------- | -------- |
| 秋本真利   | 自由民主黨 | 2        | 選舉區   |
| 奧野總一郎 | 民主黨     | 3        | 比例復活 |

## 產業
- 主要以農業為主，落花生產量為日本第一。

### 商業
站前商業區已蕭條化，未形成明顯的中心商業區，文違地區與五區地區一帶有許多路邊型賣場進駐。
主要零售業
- Green Town八街（日语：グリーンタウンやちまた）購物中心（永旺（日语：イオン (店舗ブランド)）八街店が核店舗）
- UNIQLO八街店
- PIACITY（ピアシティ）八街
- CAINZ HOME（日语：カインズ）八街店
- Beisia（日语：ベイシア）八街店
- Auto R's（日语：オートアールズ）八街店
- 山田電機Tecc Land八街店
- WonderGOO（日语：ワンダーコーポレーション）八街店
- Keiyo D2（日语：ケーヨー）八街店

## 教育

### 小學校
- 八街市立川上小學校
- 八街市立交進小學校
- 八街市立笹引小學校
- 八街市立朝陽小學校
- 八街市立實住小學校
- 八街市立八街北小學校
- 八街市立八街東小學校
- 八街市立二州小學校
  - 八街市立二州小學校沖分校

### 中學校
- 八街市立八街中學校（日语：八街市立八街中学校）
- 八街市立八街北中學校
- 八街市立八街中央中學校
- 八街市立八街南中學校

### 高等學校
- 千葉県立八街高等學校（日语：千葉県立八街高等学校）
- 私立千葉黎明高等學校（日语：千葉黎明高等学校）

## 交通

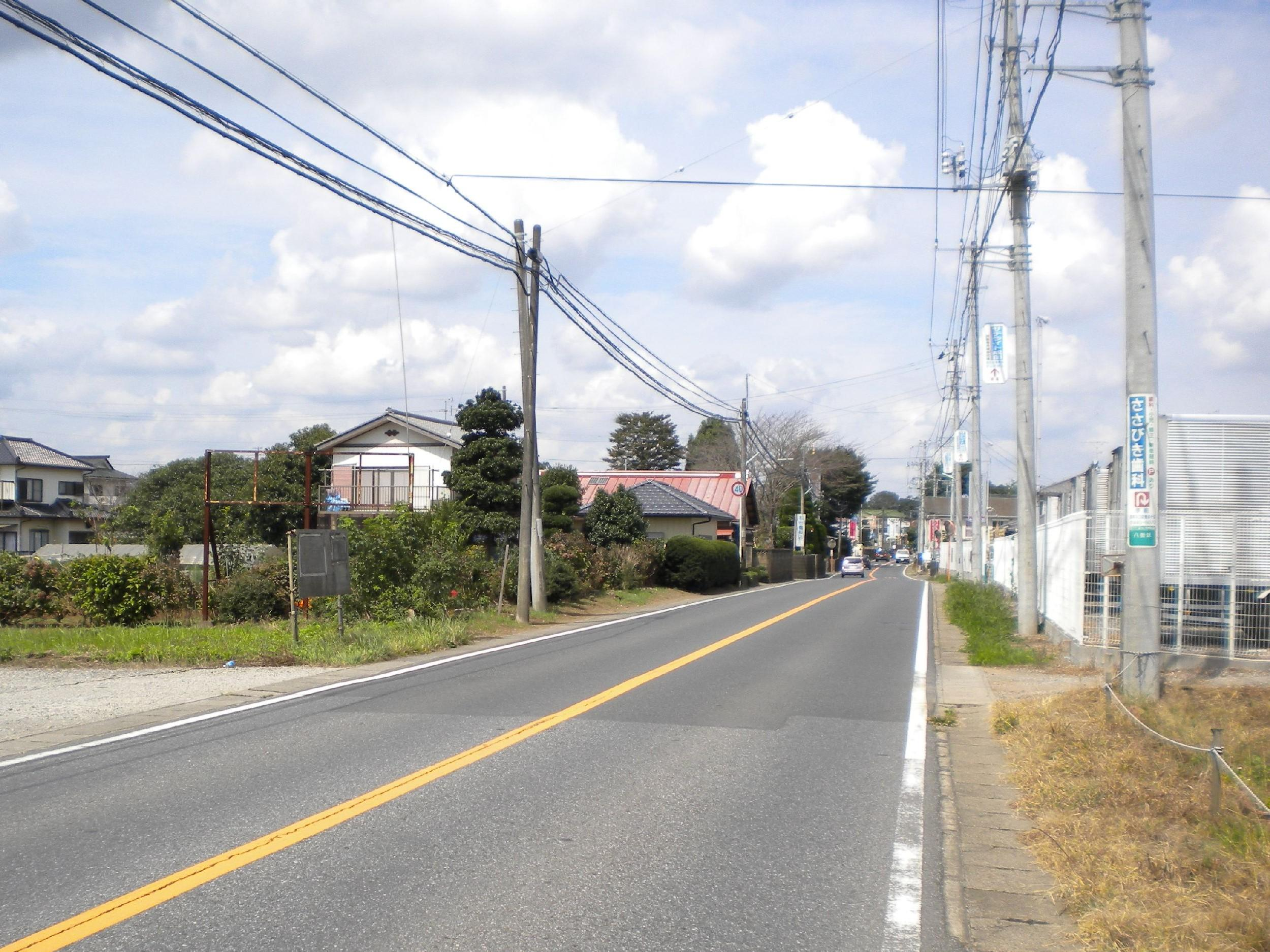
通過八街保地區的國道409號

市內沒有高速道路通過。主要可利用東關東自動車道佐倉IC、酒酒井IC、千葉東金道路山田IC、東金IC等。

### 鐵路
東日本旅客鐵道（JR東日本）
- 總武本線：榎戶站 - 八街站

### 路線巴士

#### 高速巴士
- My Town Direct Bus（日语：マイタウン・ダイレクトバス）
  - 千城台線（千葉花巴士（日语：ちばフラワーバス）） ： 八街站 - 坂江 ⇔ 東京站八重洲口 - 東雲車庫

#### 一般路線巴士
- 千葉交通（日语：千葉交通）
- 千葉花巴士（日语：ちばフラワーバス）
- 九十九里鐵道（日语：九十九里鉄道）
- 八街市接觸巴士（日语：八街市ふれあいバス）
- 千葉市社區巴士「小間子巴士」（おまごバス）

### 道路

#### 國道
- 國道126號（日语：国道126号）
- 國道409號（日语：国道409号）

#### 縣道
- 主要地方道
  - 千葉縣道22號千葉八街橫芝線（日语：千葉県道22号千葉八街横芝線）
  - 千葉縣道45號八日市場八街線（日语：千葉県道45号八日市場八街線）
  - 千葉縣道53號千葉川上八街線（日语：千葉県道53号千葉川上八街線）
  - 千葉縣道76號成東酒酒井線（日语：千葉県道76号成東酒々井線）
  - 千葉縣道77號富里酒酒井線（日语：千葉県道77号富里酒々井線）
  - 千葉縣道83號山田台大網白里線（日语：千葉県道83号山田台大網白里線）

- 一般縣道
  - 千葉縣道215號八街停車場線（日语：千葉県道215号八街停車場線）
  - 千葉縣道277號神門八街線（日语：千葉県道277号神門八街線）
  - 千葉縣道289號岩富山田台線（日语：千葉県道289号岩富山田台線）
  - 千葉縣道301號東金山田台線（日语：千葉県道301号東金山田台線）

## 知名人士
- 原田蘭丸（游泳選手）
- 椎名光（模特兒）

## 祭典、活動

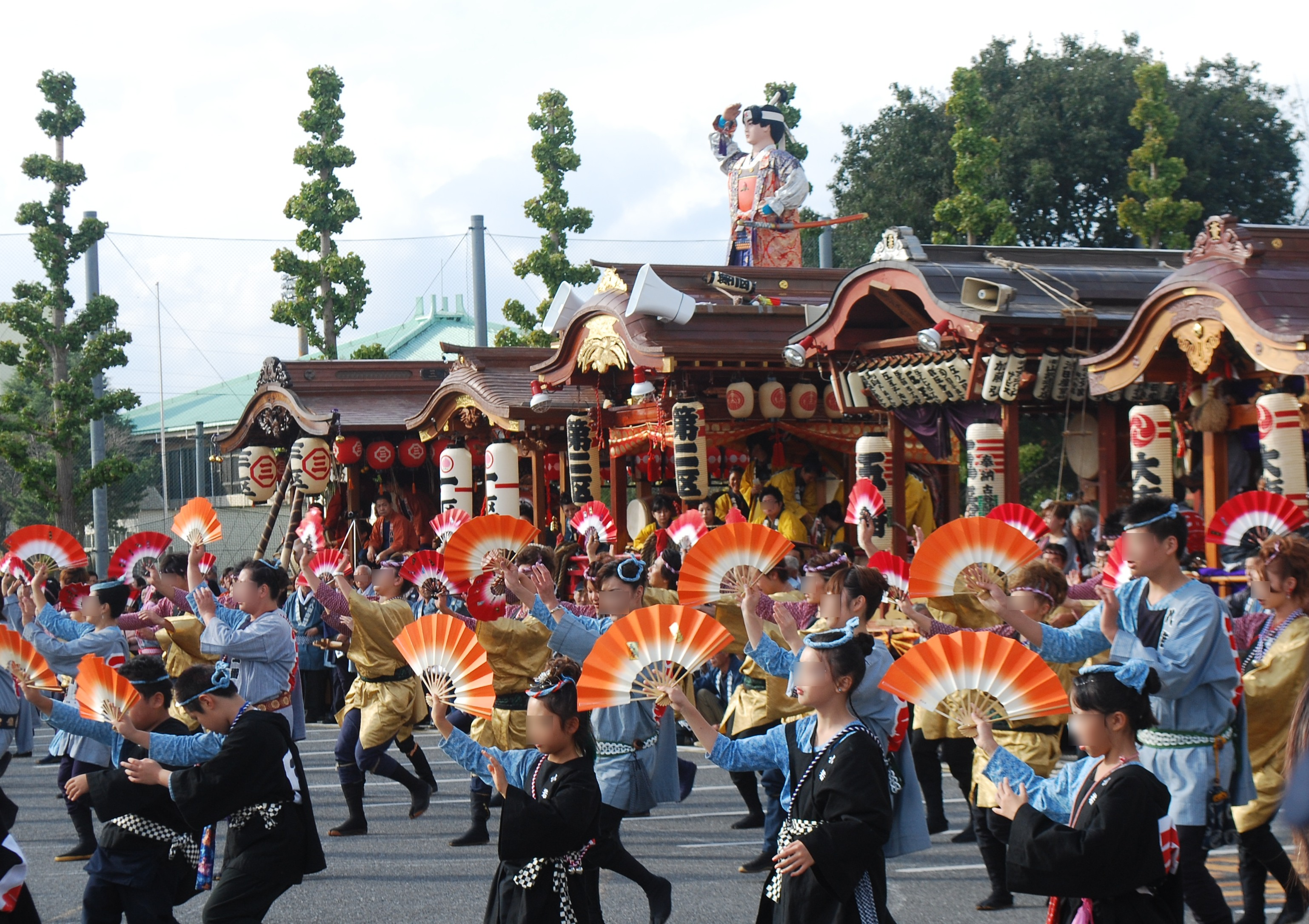
八街大祭

- 八街市花生驛傳大會（1月）
- 八街接觸夏祭（8月）
- 八街大祭（11月）
- 八街市產業祭（11月）

## 備註
1. 1 2  .   [2015-09-12]. （原始内容存档于2015-09-24）.

## 外部連結
- 八街市 （页面存档备份，存于）